# Georg Capellen
Georg Capellen (* 1. April 1869 in Salzuflen; † 19. Januar 1934 in Hannover) war ein deutscher Komponist und Musikwissenschaftler.

## Familie
Capellen wurde als Sohn des Ferdinand Capellen (1833–1911) und seiner Frau Henriette geborene Athenstaedt (1847–1899) in Salzuflen geboren und besuchte dort das Gymnasium. Sein Vater betrieb an der Ecke Wenken-/Turmstraße die größte lippische Zigarrenfabrik. Georg Capellen war der Enkelsohn des ehemaligen Salzufler Bürgermeisters Friedrich Capellen (1792–1867).
1915 heiratete Georg Capellen Marta Amalie Brandt († 1927).

## Leben
Georg Capellen studierte in Berlin, Göttingen und Tübingen, erst Philosophie, später Jura; in beiden Fächern erlangte er das Staatsexamen. Ab 1898 war er für zwei Jahre im lippischen Staatsdienst tätig.
Während der Zeit erwarb sich Capellen autodidaktisch seine musiktheoretischen Kenntnisse. Sie führten ihn zu seinem Beruf, den er als Komponist sowie Musikkritiker und -schriftsteller ab 1906 in Osnabrück ausübte. Nach sechs Jahren wechselte Capellen nach Köln und nur ein Jahr später nach München. 1914 zog er nach Hannover, wo er ab 1922 als Musikreferent der Niederdeutschen Zeitung tätig war.
Wissenschaftlich beschäftigte sich Capellen in seinen Schriften mit Problemen der Harmonie, Richard Wagner, Fragen der Stimmführung und der exotischen, insbesondere der fernöstlichen Musik.

## Werke (Auswahl)
Capellen bearbeitete traditionelle japanische Musik und komponierte Lieder.
- Die musikalische Akustik als Grundlage der Harmonik und Melodik. 1902.
- Shogaku shoka – japanische Volksmelodien. 1904.
- Die Zukunft der Musiktheorie und ihre Einwirkung auf die Praxis. 1905.
- Exotische Mollmusik. 1905.
- Japanische Lyrik als Versuchsfeld für den neuen exotischen Musikstil. 1910.
- Chinesische Lyrik vom dichterischen und musikalischen Standpunkt. 1914.